# 基爾卡山
14°22′1″S 71°0′42″W / 14.36694°S 71.01167°W
基爾卡山（Qillqa），是秘魯的山峰，位於該國南部庫斯科大區的坎奇斯省，屬於安第斯山脈中拉亞山脈的一部分，該山峰海拔高度約5,400米。